# Killing Floor (nummer)
Killing Floor is een nummer van bluesmuzikant Howlin' Wolf. Het nummer werd door Howlin' Wolf zelf geschreven en opgenomen in augustus 1964. De gitaarpartijen zijn ingespeeld door Hubert Sumlin en Buddy Guy. Het nummer verscheen als single, en op de lp The Real Folk Blues - Howlin' Wolf in 1965. De term "Killing Floor" verwijst naar een slachthuis, een term die ook gebruikt werd in het nummer Hard Time Killin' Floor Blues door Skip James in 1931.
In 1971 nam Howlin' Wolf een nieuwe versie van het nummer op tijdens opnames in Londen, met Eric Clapton, Hubert Sumlin en zichzelf op gitaar, Bill Wyman op bas en Charlie Watts op drums. Deze opname verscheen op de cd-versie van The London Howlin' Wolf Sessions.

## Covers
- Led Zeppelin speelde het nummer op hun eerste optredens. In 1969 namen ze hun versie op, dat ondertussen geëvolueerd was tot het nummer The Lemon Song. In deze versie zijn grote delen van de originele tekst overgenomen, alsook de twee gitaarriffs; er zijn ook flarden tekst van Travelling Riverside Blues van Robert Johnson te horen. The Lemon Song is te vinden op het album Led Zeppelin II.
- Jimi Hendrix speelde in het begin van zijn carrière een zeer snelle versie van Killing Floor, zoals op het legendarische Monterey Pop Festival op 18 juni 1967. Een andere opname van Hendrix is te vinden op The BBC-sessions.
- Albert King nam het nummer op voor zijn album Years Gone By uit  1969.
- Taj Mahal speelt een stevige versie op zijn album Taj Mahal (1968).